# 馬更些號驅逐艦 (DD-175)
馬更些號驅逐艦（舷號DD-175），轉交皇家加拿大海軍後更名安那波利斯號，是一艘美國海軍建造的驅逐艦，為維克斯級驅逐艦的101號艦。她是美軍第二艘以馬更些為名的軍艦，以紀念美國內戰時期的海軍軍官亞歷山大·馬更些（Alexander Slidell MacKenzie）。
馬更些號在1918年於聯合鋼鐵廠開始建造，在1919年下水服役，其時第一次世界大戰已經結束。稍後馬更些號被派往太平洋執勤，在1922年退役封存。第二次世界大戰爆發後，馬更些號重返現役，並在1940年按租借法案轉交加拿大，更名為安那波利斯。此後安那波利斯號主要在近海護航商船，後期則用作訓練艦。1945年安那波利斯號退役除籍，並出售拆解。